# علی ملاقلی‌پور
علی ملاقلی‌پور کارگردان و نویسندهٔ اهل ایران است. او فرزند رسول ملاقلی‌پور است.

## حواشی
او با ورود در بین بازی میان ستارگان ایران و جهان که در شهریور ۱۳۹۴ برگزار شد، در اعتراض به کم شدن سالن‌های نمایش فیلمش قندون جهیزیه که برای افزایش سالن‌های فیلم محمد رسول‌الله این کار انجام شده بود  به زمین فوتبال رفت و نظم بازی را به هم ریخت و این اقدام منجر به بازداشت او شد. او بعد از مدتی با پادرمیانی حجت‌الله ایوبی معاون وزیر ارشاد آزاد شد.
در سال ۱۳۹۸ سریال کتونی زرنگی که او ساخته بود قرار بود تا از شبکه سه پخش شود ولی به خاطر اختلاف نهاد های امنیتی با یکدیگر و به بهانه دیدگاههای سیاسی او توقیف شد.

## فیلم‌شناسی

### نویسنده
- قندون جهیزیه (۱۳۹۳)

### کارگردان
- قندون جهیزیه (۱۳۹۳)
- راه طی شده (مستند، ۱۳۹۷)
- کتونی زرنگی (مجموعه تلویزیونی، ۱۳۹۸)

### بازیگر
- ایتالیا ایتالیا (۱۳۹۵)
- سیزده (۱۳۹۱)
- مزرعه پدری (۱۳۸۲)
- قارچ سمی (۱۳۸۰)
- نسل سوخته (۱۳۷۸)
- مجنون (۱۳۶۹)
- بی داد (۱۴۰۴)